# Southlake
Southlake è un centro abitato degli Stati Uniti d'America, situato nella contea di Denton dello Stato del Texas.
Fa parte della Dallas-Fort Worth Metroplex. La popolazione era di 26.575 persone al censimento del 2010.

## Geografia fisica
Southlake è situata a 32°56′48″N 97°08′43″W (32.946678, −97.145230)[12]. Secondo lo United States Census Bureau, ha un'area totale di 22,5 miglia quadrate (58 km²), di cui 21,9 miglia quadrate (57 km²) di terreno e 0,6 miglia quadrate (1,6 km², 2.45%) d'acqua.

## Società

### Evoluzione demografica
Secondo il censimento del 2000, c'erano 21.519 persone, 6.414 nuclei familiari e 5.958 famiglie residenti nella città. La densità di popolazione era di 983,0 persone per miglio quadrato (379,6/km²). C'erano 6.614 unità abitative a una densità media di 302,1 per miglio quadrato (116,7/km²). The ethnic makeup of the city was il 94,54% di bianchi, l'1,39% di afroamericani, lo 0,25% di nativi americani, l'1,79% di asiatici, lo 0,01% di isolani del Pacifico, lo 0,81% di other ethnic groups, e l'1,20% di due o more ethnic groups. Ispanici o latinos of any ethnic group erano il 3,67% della popolazione.
C'erano 6.414 nuclei familiari di cui il 60,5% aveva figli di età inferiore ai 18 anni, l'88,0% erano coppie sposate conviventi, il 3,5% aveva un capofamiglia femmina senza marito, e il 7,1% erano non-famiglie. Il 5,4% di tutti i nuclei familiari erano individuali e l'1,2% aveva componenti con un'età di 65 anni o più che vivevano da soli. Il numero di componenti medio di un nucleo familiare era di 3,35 e quello di una famiglia era di 3,48. The average listing price for homes for sale in Southlake TX was 883.109 dollari for the week ending Jan 08.[13] 3,997 of the 6,602 occupied houses have nine o more rooms. 4,660 of the occupied houses have four o more bedrooms. 3,342 of the 6,602 occupied houses have due cars. 2,348 of these houses have three o more cars. 3,790 of these houses cost more than 300.000 dollari
La popolazione era composta dal 37,1% di persone sotto i 18 anni, il 3,9% di persone dai 18 ai 24 anni, il 30,2% di persone dai 25 ai 44 anni, il 25,7% di persone dai 45 ai 64 anni, e il 3,1% di persone di 65 anni o più. L'età media era di 37 anni. Per ogni 100 femmine c'erano 100,6 maschi. Per ogni 100 femmine dai 18 anni in giù, c'erano 98,0 maschi.
According to a 2011 estimate, median income for a household nella città was in excess of 194.000 dollari, higher than any other city in Fa parte dell'area metropolitana di Metroplex., e quello di una famiglia era di 176.259 dollari. The mean household income for the of Southlake is 216.393 dollari[11] I maschi avevano un reddito medio di 100.000 dollari contro i 46.042 dollari delle femmine. Il reddito pro capite era di 47.597 dollari As del 2010 il 43% of homes had an income of more than 200.000 dollari[14] Circa l'1,3% delle famiglie e l'1,8% della popolazione erano sotto la soglia di povertà, incluso il 2,0% di persone sotto i 18 anni e il 2,1% di persone di 65 anni o più.